# Santa Bárbara Sistemas
Santa Bárbara Sistemas ist ein spanischer Rüstungsbetrieb mit Sitz in Madrid. Der Betrieb ist seit 2001 ein Tochterunternehmen des US-Konzerns General Dynamics und beschäftigt rund 2300 Angestellte.

## Geschichte

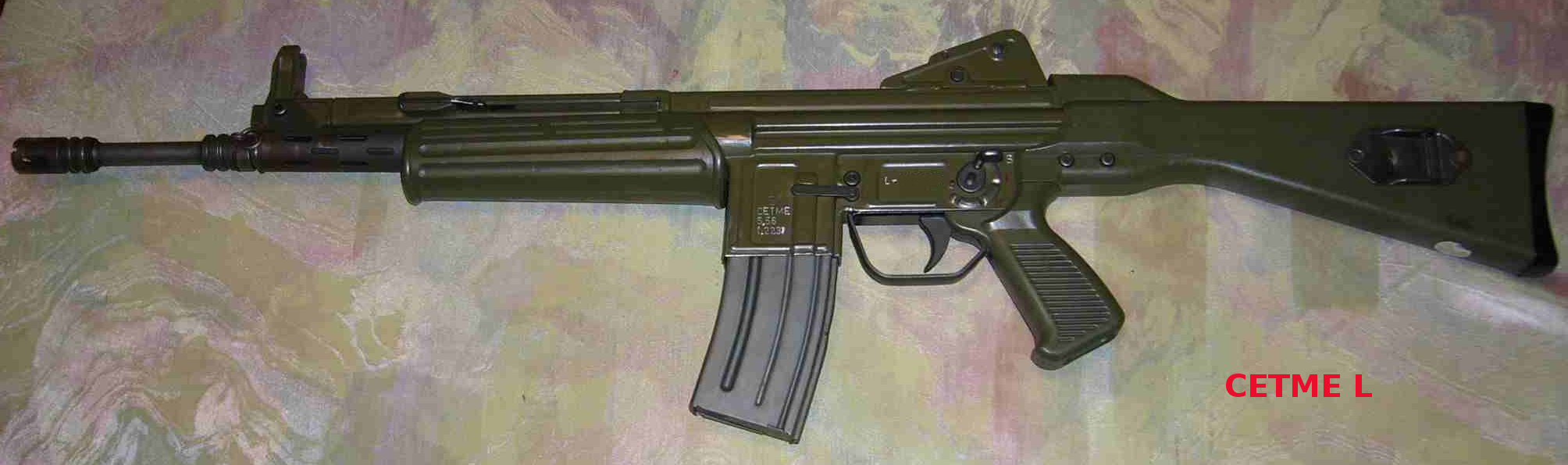
CETME L, ehemaliges Standard-Sturmgewehr der spanischen Armee

Santa Bárbara Sistemas entstand im Jahr 1960 als Vereinigung mehrerer staatlicher Rüstungsunternehmen. Als Eigentum der spanischen Holding INI (ab 1995 SEPI) produzierte man u. a. Munition, Sturmgewehre, leichte Maschinengewehre und diverse Panzerfahrzeuge für das spanische Heer. 2001 wurde Santa Bárbara schließlich privatisiert. Den Zuschlag bekam der US-Konzern General Dynamics, der Santa Bárbara wiederum in „General Dynamics European Land Systems“, mit Sitz in Madrid, und zu dem auch die Schweizer Mowag, die Rüstungssparte der früheren Eisenwerke Kaiserslautern und die österreichische Steyr-Daimler-Puch Spezialfahrzeug gehören, eingliederte.
Im November 2022 wurde bekannt, dass Rheinmetall das spanische Tochterunternehmen Expal von Maxam aus der Rhône Capital Group gekauft hat und damit beabsichtigt, eine weitere Stätte zur Produktion der Munition im Kaliber 35 × 228 mm zu betreiben. Die 2009 von Maxam erworbenen Betriebe der Santa Bárbara Sistemas, die langjährig als Munitionshersteller im Kaliber 35 × 228 mm bekannt waren, finden auf diese Weise den Weg in den Rheinmetall-Konzern.

## Produkte
- Munition
- Leichte Waffen
  - Sturmgewehr CETME L
  - Maschinengewehr CETME Ameli
  - Granatwerfer LAG 40
- Geschütztürme
- Haubitze

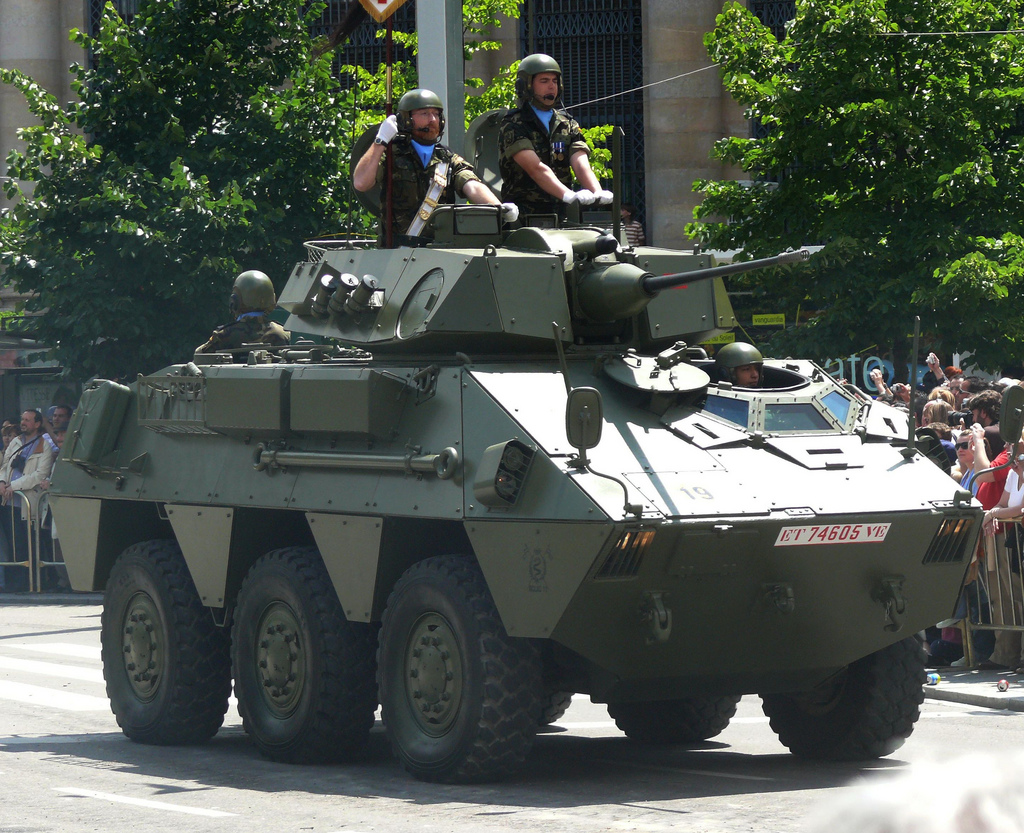
Spähpanzer VEC-M1

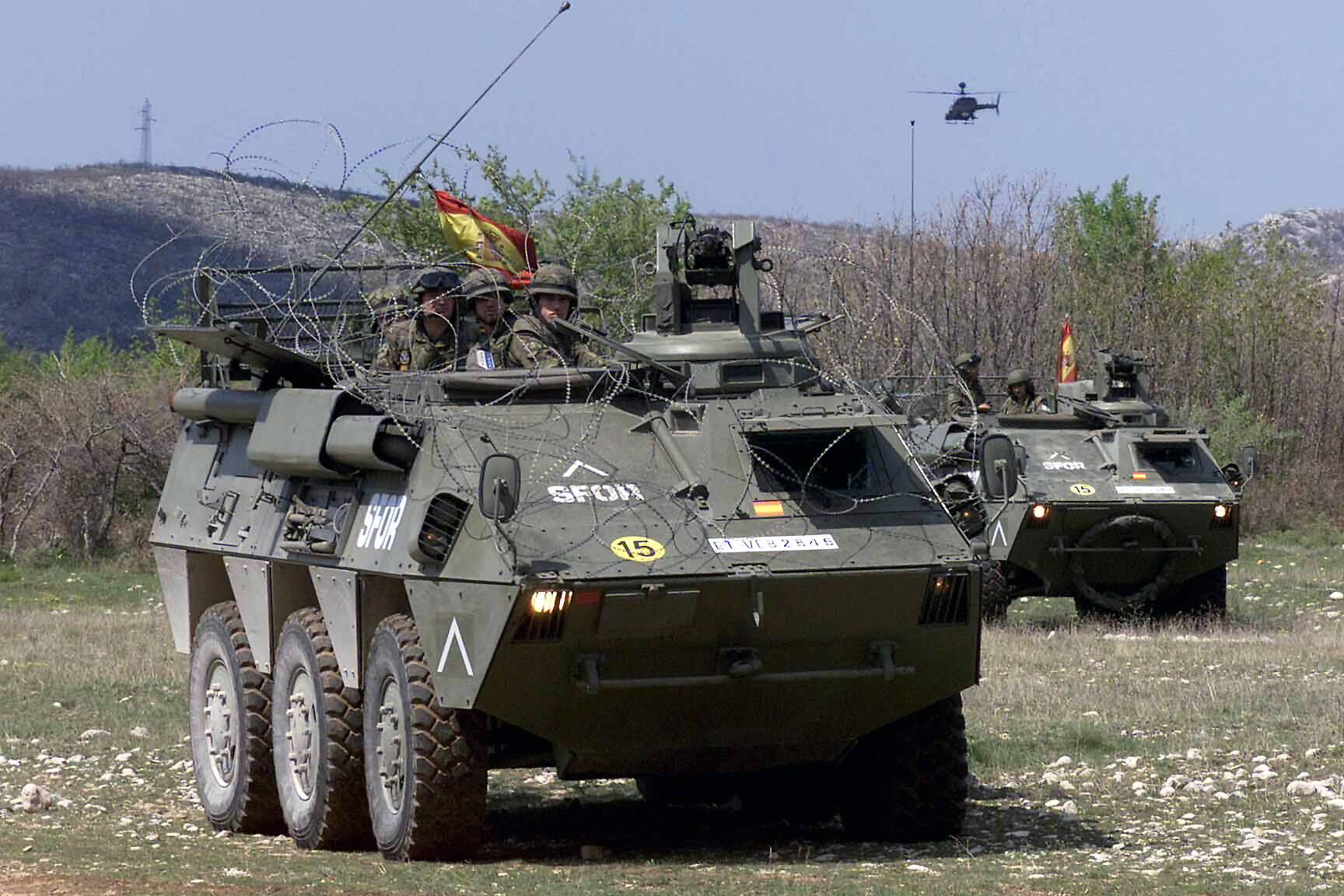
Transportpanzer BMR

  - Santa Bárbara Sistemas 155/52 (Weiterentwicklung der Santa Barbara SB 155/39)
- Panzerfahrzeuge
  - Schützenpanzer Pizarro
  - Spähpanzer VEC
  - Transportpanzer BMR
  - Transportpanzer Dragón

### Unter Lizenz
- Leopard 2E (Leopard 2A6 für das spanische Heer)
- HK G36E (Standard-Sturmgewehr für das spanische Heer)